# Luis Flores (tennis de table)
Pour les articles homonymes, voir Luis Flores et Flores.

## Biographie
Luis Rodrigo Bustamante Flores est un joueur de tennis de table paralympique chilien, né le 30 octobre 1987, qui participe à des compétitions internationales de tennis de table. Il est champion des Jeux parapanaméricains et champion panaméricain. Il a également participé aux Jeux paralympiques d'été de 2020 où il a perdu en huitièmes de finale,.
Flores a eu un accident vasculaire cérébral à l'âge de 18 ans, ce qui l'a obligé à utiliser un fauteuil roulant.